# Sonate K. 292
La sonate K. 292 (F.240/L.24) en mi mineur est une œuvre pour clavier du compositeur italien Domenico Scarlatti.

## Présentation
La sonate K. 292, en mi mineur, notée Allegro, forme un couple avec la sonate précédente. Jointes à la paire des sonates K. 289 et 290, avec qui elles peuvent former une petite suite en quatre mouvements, ces sonates sont comme ces denières conçues avec la même simplicité, une écriture à deux voix et un matériel thématique sans ambiguïté,.

## Manuscrits
Le manuscrit principal est le numéro 27 du volume V (Ms. 9776) de Venise (1753), copié pour Maria Barbara ; les autres sont Parme VII 22 (Ms. A. G. 31412), Münster (D-MÜp) IV 2 (Sant Hs 3967) et Vienne B 2 (VII 28011 B).

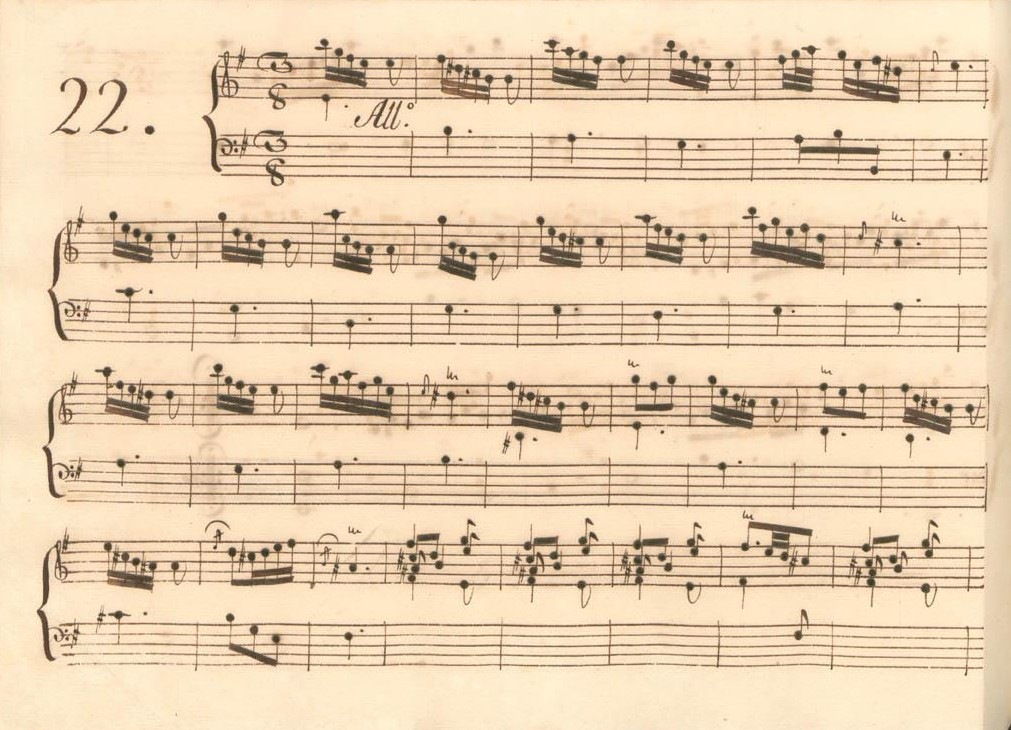
Parme VII 22.
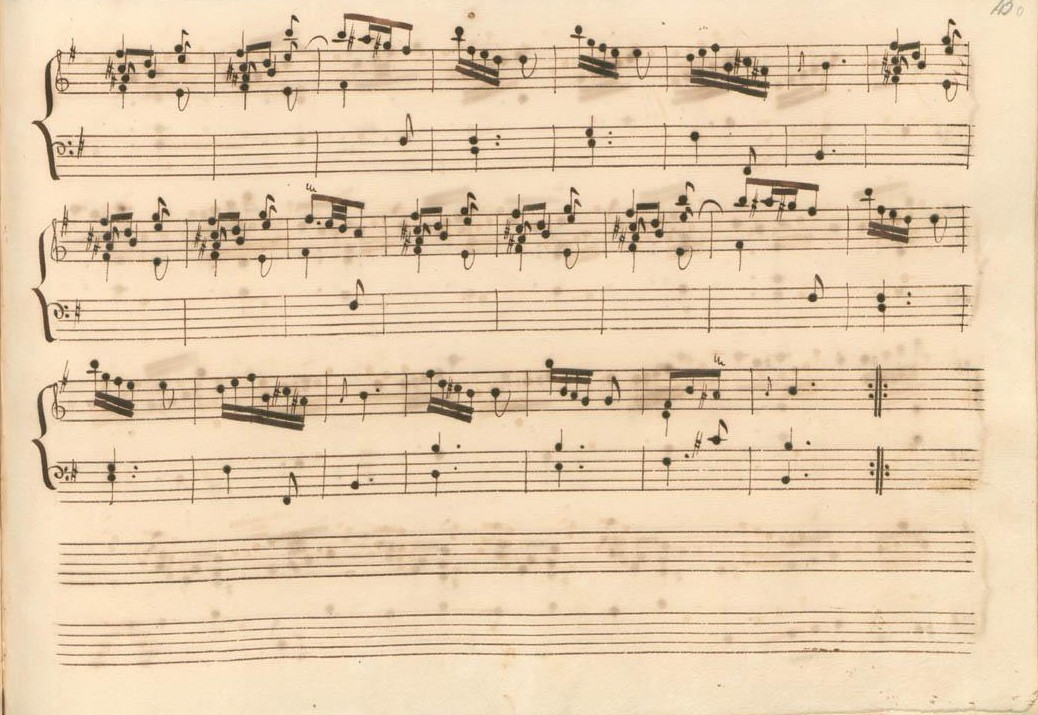
Parme VII 22 (fin de la première section).
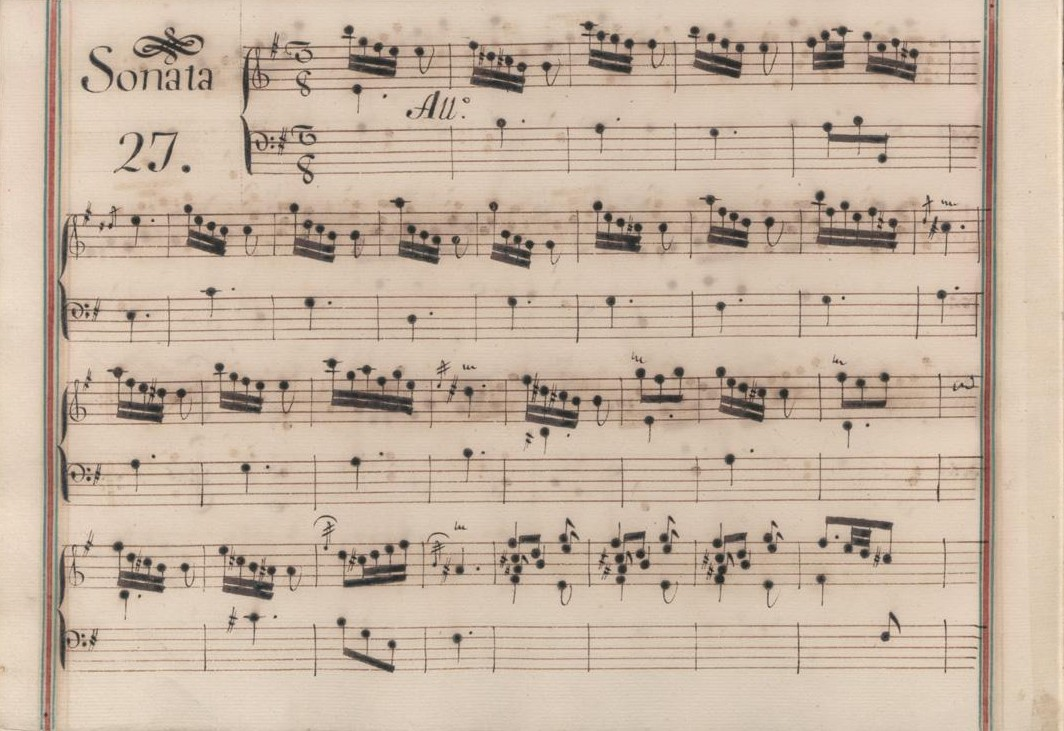
Venise V 27.
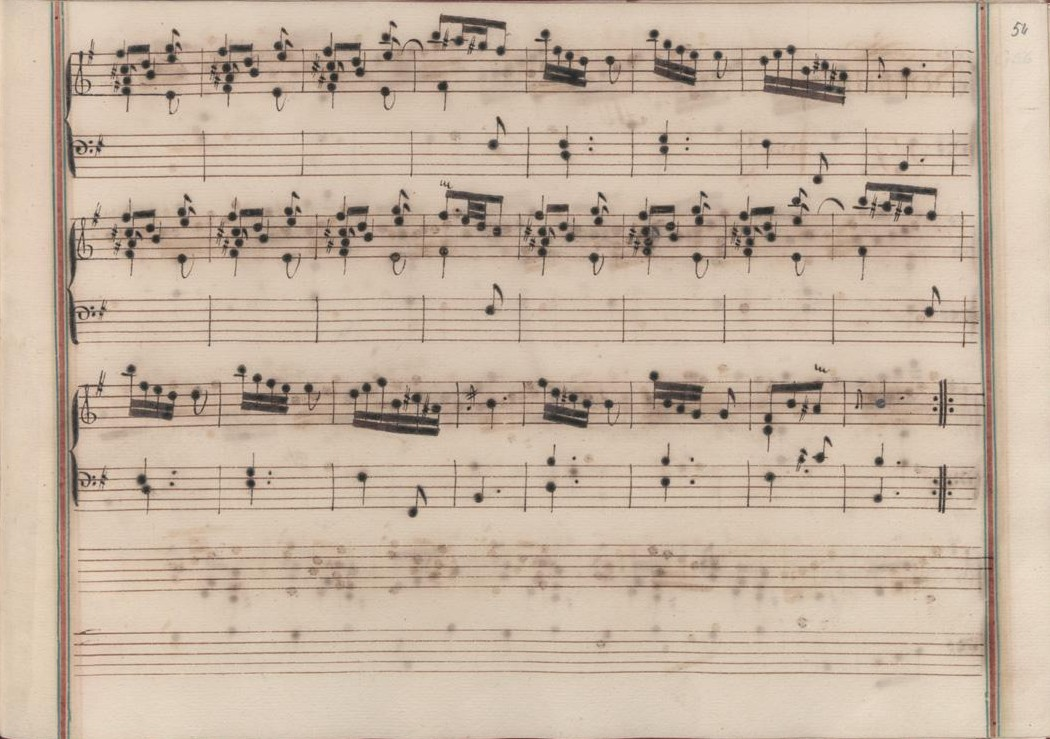
Venise V 27 (fin de la première section).
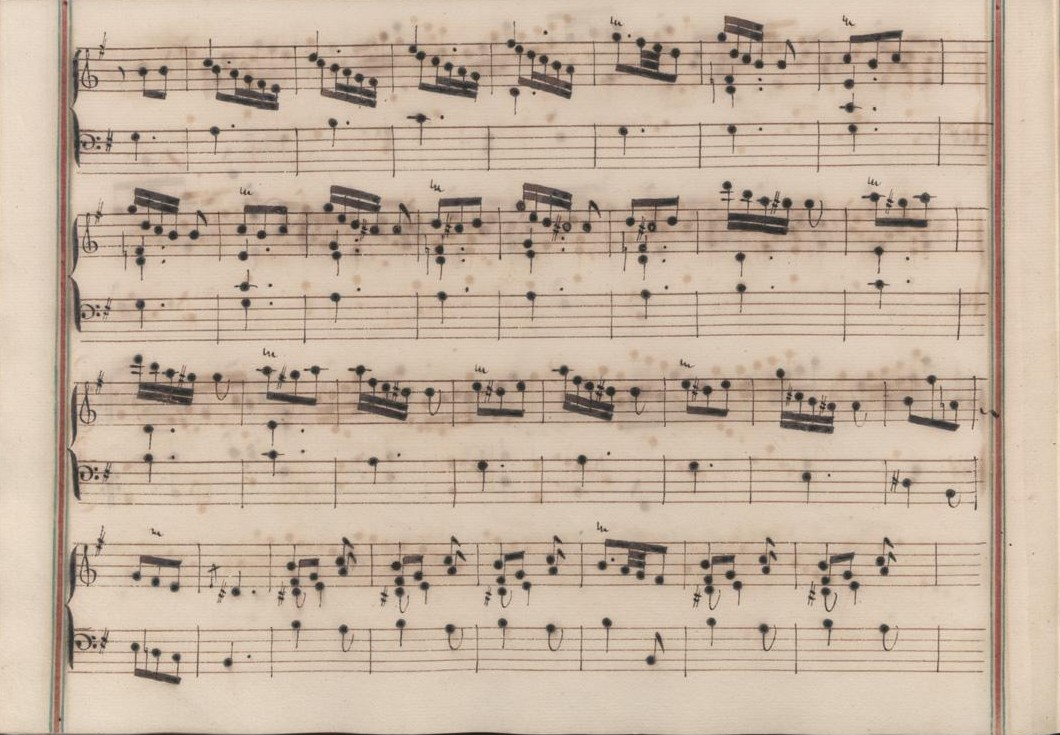
Venise V 27 (début de la seconde section).
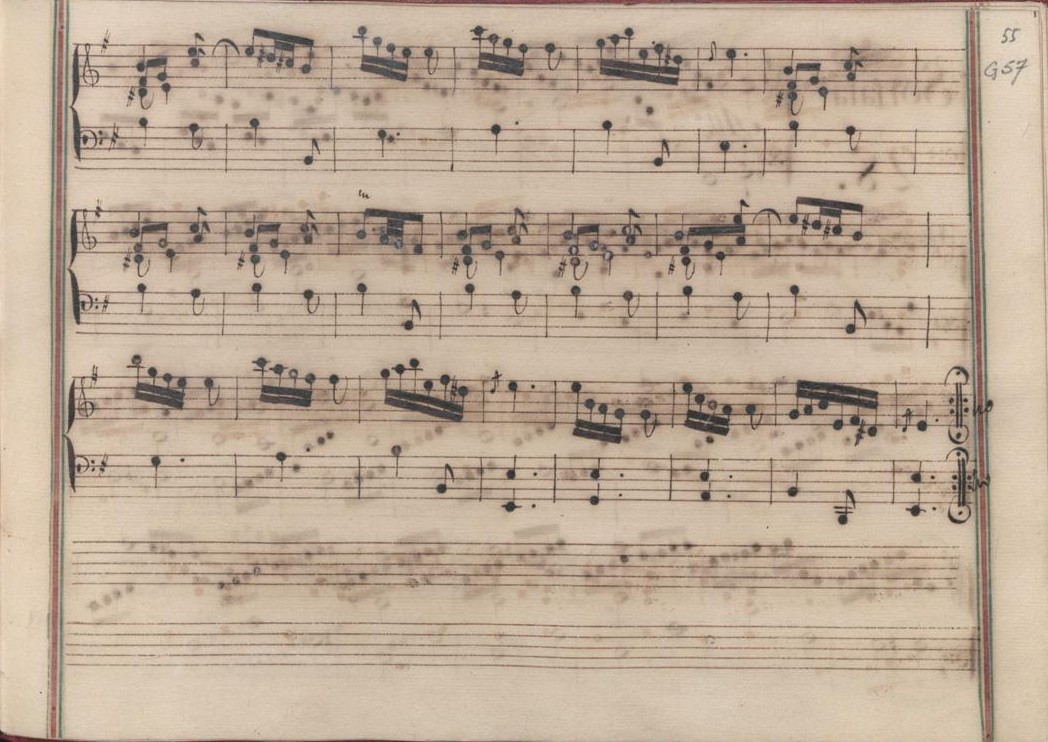
Venise V 27 (fin de la sonate).

## Interprètes
La sonate K. 292 est défendue au piano, notamment par Carlo Grante (2012, Music & Arts, vol. 3) et Goran Filipec (2017, Naxos, vol. 19) ; au clavecin, elle est jouée par Scott Ross (1985, Erato), Richard Lester (2002, Nimbus, vol. 2) et Pieter-Jan Belder (Brilliant Classics). Luigi Attademo (2009, Brilliant Classics) l'interprète à la guitare.

## Sources
: document utilisé comme source pour la rédaction de cet article.
- Ralph Kirkpatrick (trad. de l'anglais par Dennis Collins), Domenico Scarlatti, Paris, Lattès, coll. « Musique et Musiciens », 1982 (1re éd. 1953 (en)), 493 p. (ISBN 978-2-7096-0118-4, OCLC 954954205, BNF 34689181).
- Alain de Chambure, « Domenico Scarlatti, Intégrale des sonates — Scott Ross », Erato/Éditions Costallat (2564-62092-2 (livret : 2292-45309-2)), 1985 (OCLC 891183737) .
- (en) Carlo Grante, « Domenico Scarlatti, intégrale des sonates pour clavier (vol. 3) », Music & Arts (CD-1292), 2013 (OCLC 907929504) .